# 深裂蒲公英
深裂蒲公英（学名：Taraxacum stenolobum）为菊科蒲公英属的植物。分布于哈萨克斯坦、俄罗斯以及中国大陆的新疆等地，生长于海拔3,100米至3,800米的地区，多生长在河谷草甸和低山草原，目前尚未由人工引种栽培。